# Fiesta buena
Singles de DJ Mam's
Zumba He Zumba Ha (Remix)
(2012) Hella Decalé (Remix 2013) [Remixed by Mounir Belkhir]
(2013)
Pistes de Fiesta buena
Toi et moi
(5) Savonne
(7)
Fiesta buena (« Bonne fête » en espagnol) est une chanson du DJ et compositeur français DJ Mam's interprétée par Luis Guisao, Soldat Jahman et Alberto "Beto" Perez. Le single sort le 18 septembre 2012 sous le label Wagram Music. 5e single extrait de son 1er album studio du même nom Fiesta Buena (2012), après les chansons Hella Décalé (2009), Zumba He Zumba Ha (2011), Zina Morena (2011) et Zumba He Zumba Ha (Remix 2012).
La chanson est écrite par Mounir Belkhir, Luis Guisao et par Soldat Jahman. Fiesta buena est composé par Mounir Belkhir.

Le clip vidéo sort le 18 septembre 2012. Le single entre dans le top 20 du hit-parade français la semaine du 26 novembre 2012.

## Classement par pays
| Classement (2012)            | Meilleure position |
| ---------------------------- | ------------------ |
| Belgique (Ultratip Wallonie) | 6                  |
| France (SNEP)                | 12                 |
| France (Club 40)             | 4                  |